# Haraiki
Haraiki es un atolón de las Tuamotu, en la Polinesia Francesa. Administrativamente es una comuna asociada a la comuna de Makemo.

## Geografía
Haraiki está localizado a 42 km al suroeste de Marutea Norte, el atolón más cercano, y a 600 km al este de Tahití. Es un pequeño atolón triangular de 7 km de longitud y 5 km de anchura máxima con aproximadamente 3,5 km² de tierras emergidas y una laguna de 11 km² accesible por un ancho paso natural ubicado al sur.
Desde un punto de vista geológico, el atolón es la capa coralina (de 295 metros de espesor) que recubre la cumbre de un pequeño monte volcánico submarino homónimo, que mide 2.465 desde la corteza oceánica, formado hace entre 49,9 a 50,6 millones de años.
El atolón está habitado por una veintena de personas, procedente esencialmente de Makemo, viviendo al norte de la isla en el pueblo de Opipine.

## Historia
La primera visita por parte de un europeo fue hecha por el explorador francés Louis Antoine de Bougainville durante su expedición a Polinesia en 1768. El navegante español Domingo de Bonechea lo avista el 31 de octubre de 1772, y lo llama San Quintín, volviendo a visitarlo el 2 de noviembre de 1774. El atolón es visitado el 6 de marzo de 1826 por el capitán británico Frederick William Beechey que le da el nombre de isla Crocker, y finalmente el 30 de marzo de 1837 por su compatriota el explorador Edward Belcher.
Hacia 1850, el atolón se convierte en un territorio francés. En febrero de 1906 un fuerte  ciclón destruyó la totalidad de la vegetación del atolón.
Durante el eclipse solar del 11 de julio de 2010, el atolón de Haraiki fue, con el vecino Hikueru, uno de los lugares terrestres donde la magnitud (1,054) y la duración (4'03") del eclipse fueron las mayores del mundo.

## Economía
Todos los motus que componen Haraiki están explotados en la producción de coco y copra.  